# Ptychodes dilloni
Ptychodes dilloni là một loài bọ cánh cứng trong họ Cerambycidae.